# Pedra, paper, tisores
Pedra, paper, tisores, també conegut al Japó com a janken, és un joc de mans a què acostumen a jugar els infants.
Normalment s'utilitza com a mètode de selecció (com també es podria fer tirant els daus, per exemple) i així triar una persona de manera aleatòria per a algun propòsit, encara que, a diferència de la selecció aleatòria, s'hi pot jugar amb habilitat si el joc es fa molt repetidament, perquè un dels jugadors pot reconèixer la tàctica no aleatòria de l'oponent.
El joc consisteix a mostrar alhora tots dos jugadors una mà que tenien amagada, la qual ha de formar una de les tres figures que diu el títol del joc: la pedra se simbolitza amb el puny tancat, el paper amb la mà oberta i les tisores amb dos dits aixecats. Les tisores tallen (i guanyen) el paper del contrari, el paper embolica (i guanya) la pedra rival i la pedra esclafa les tisores. Normalment es fa durar el joc fins a les tres o cinc victòries, prèviament acordades.
La cantarella o senyal que dona pas als moviments depèn de les variants locals. Existeix un campionat internacional del joc, que combina la psicologia de l'adversari i l'atzar, que se celebra a Toronto des del 2002.

## Expansió a 5 elements

Un diagrama de la resolució del joc pedra, paper, tisora, llangardaix, spock.

És possible afegir elements extres al repertori original. Una expansió popular és la de les cinc armes, inventada per Sam Kass, que afegeix els elements "Spock" i "llangardaix" a les tres estàndard. "Spock" és simbolitzat amb la "salutació vulcaniana" usada pel personatge Spock de la sèrie Star Trek, mentre que el "llangardaix" és recrea amb un gest similar a un cap de bèstia, com si es volgués representar un titella. Es va donar a conèixer arran de la seva publicació a The Times el 2005, i va aparèixer en un capítol de la sitcom The Big Bang Theory com una proposta del personatge Sheldon Cooper per minimitzar la possibilitat d'empats.
Les regles són:
- Les tisores tallen el paper. (Guanyen les tisores.)
- El paper embolica la pedra. (Guanya el paper.)
- La pedra aixafa el llangardaix. (Guanya la pedra.)
- El llangardaix enverina l'Spock. (Guanya el llangardaix.)
- L'Spock trenca les tisores. (Guanya l'Spock.)
- Les tisores escapcen el llangardaix. (Guanyen les tisores.)
- El llangardaix es menja el paper. (Guanya el llangardaix.)
- El paper desautoritza l'Spock. (Guanya el paper.)
- L'Spock vaporitza la pedra. (Guanya l'Spock.)
- I, com sempre, la pedra aixafa les tisores. (Guanya la pedra.)